# Rijksmonument

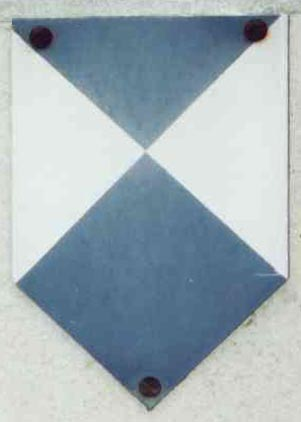
Simbolo che indica un monumento protetto nei Paesi Bassi in base alla convenzione dell'Aia del 1952

Rijksmonument (pron. /rεjksmonyˈmeŋt/, letteralmente "monumento del regno"; formato da ol. rijk, "regno", e da ol. monument "monumento"; plur.: rijksmonumenten) è la classificazione data dal Rijksdienst voor het Cultureel Erfgoed ("Ufficio reale per il patrimonio culturale") ad edifici o altri monumenti dei Paesi Bassi che si contraddistinguono per la particolare bellezza artistica, il valore storico o l'importanza scientifica.  Possono essere classificati come rijksmonumenten solo quei monumenti vecchi di almeno 50 anni.
Molti rijksmonumenten sono contraddistinti da uno scudo di colore bianco e blu, scudo che però non indica tanto un rijksmonument, quanto piuttosto i monumenti posti sotto tutela in base alla Convenzione de L'Aia del 1952.
Sono circa 61.000-62.000 i monumenti dei Paesi Bassi classificati come rijksmonumenten, due terzi dei quali è costituito da abitazioni. La città con il maggior numero di rijksmonumenten è la capitale Amsterdam, che ne conta circa 7.400.

## Località con il maggior numero di Rijksmonumenten

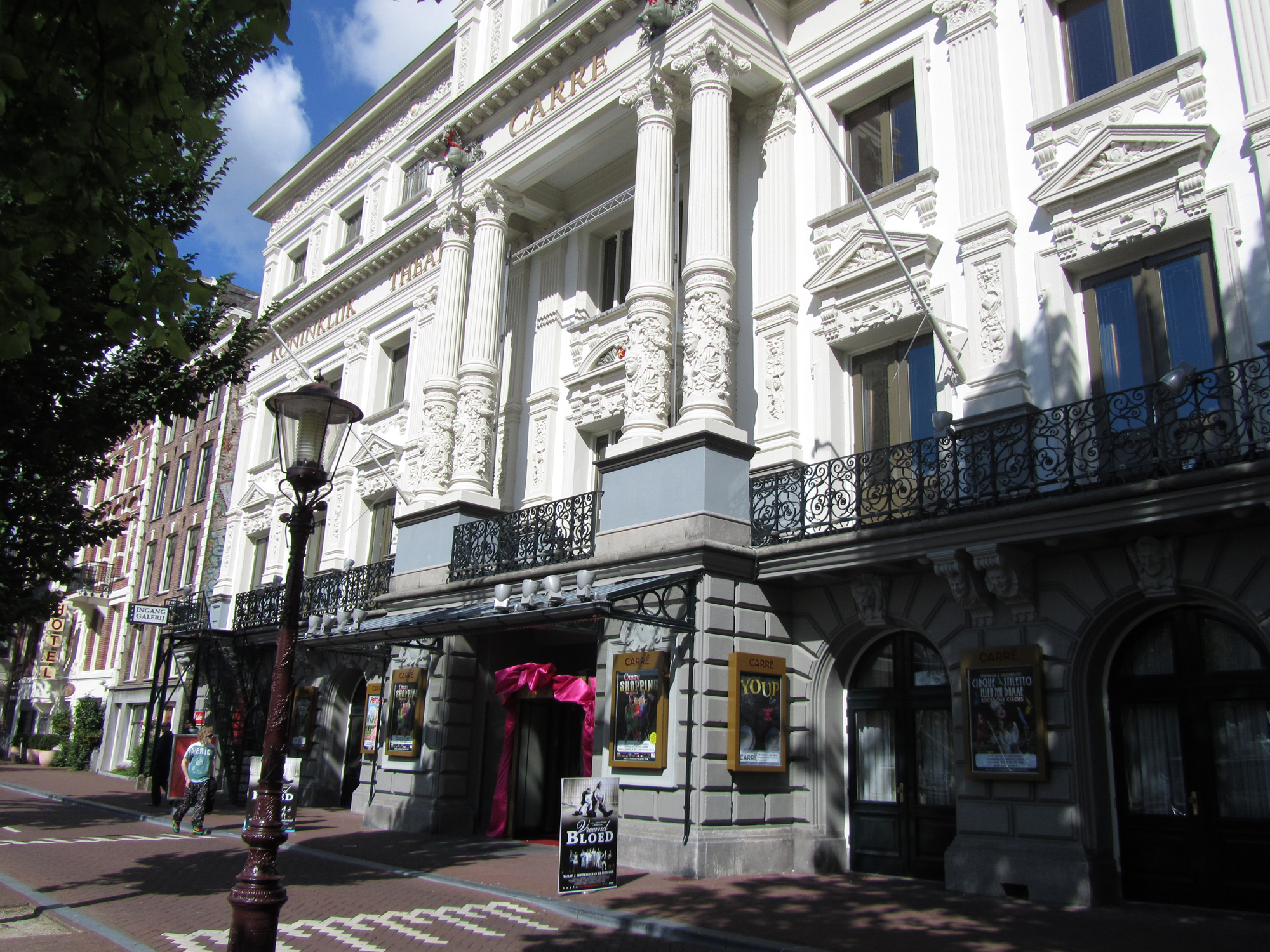
Il Teatro Carré, uno degli edifici di Amsterdam classificati come rijksmonument

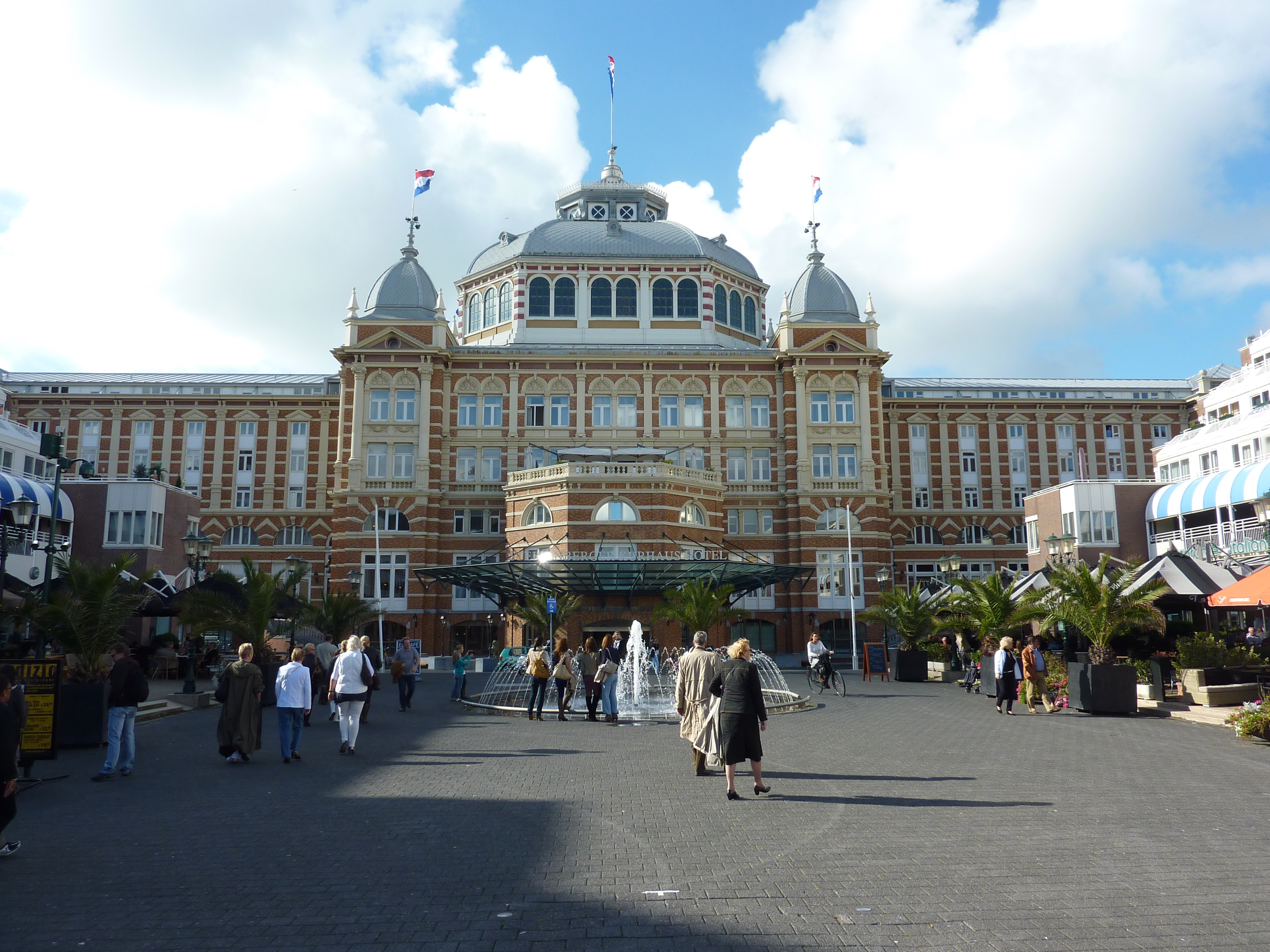
Il Kurhaus di Scheveningen (L'Aia), edificio classificato come rijksmonument

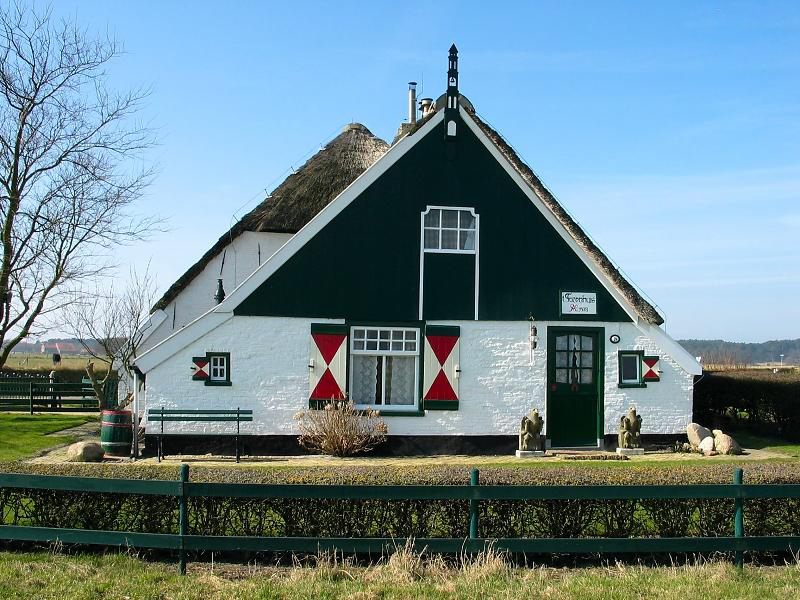
Edificio classificato come rijksmonument a Den Hoorn (Texel, Olanda Settentrionale)

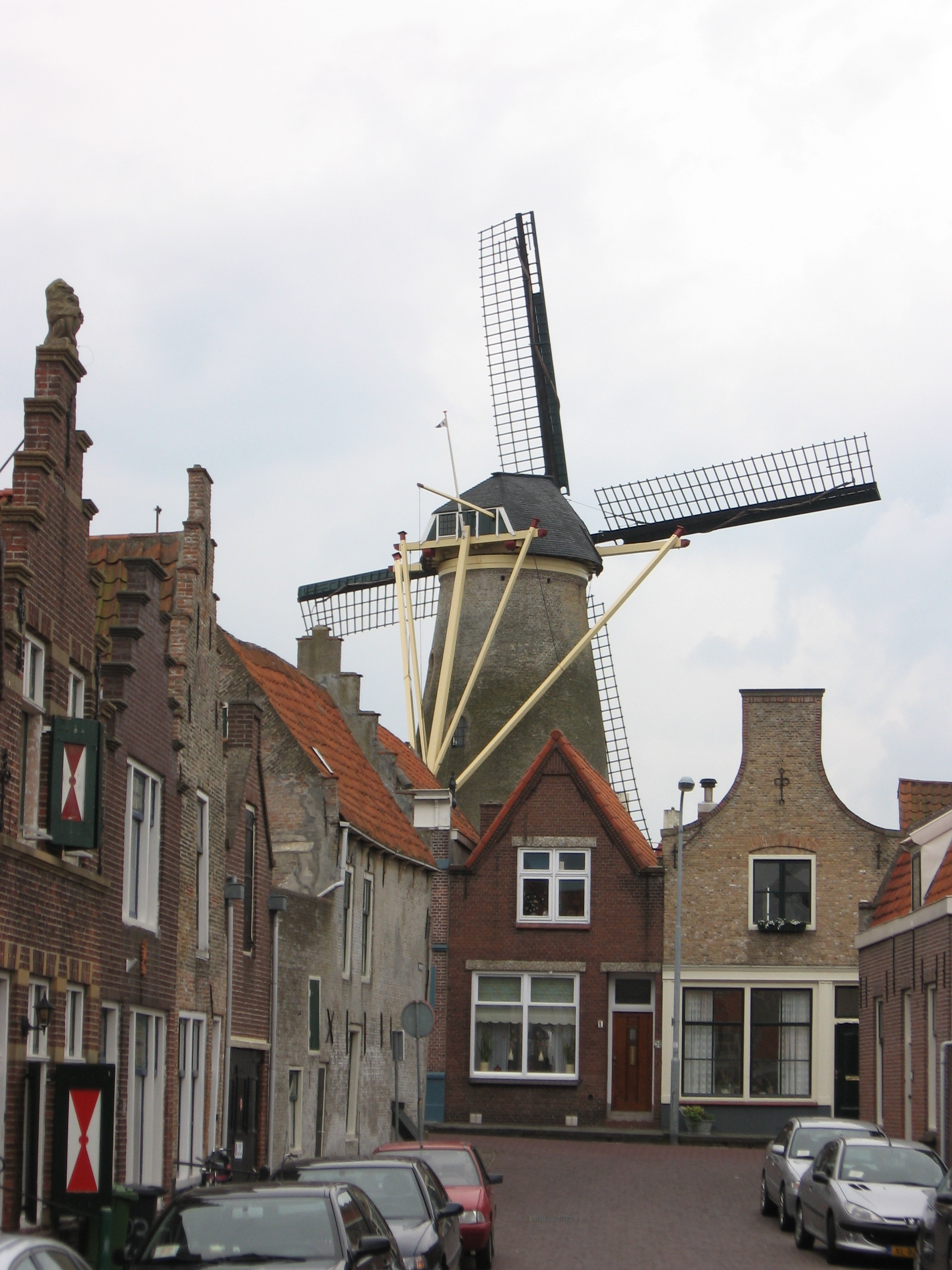
Il mulino "Den Haas", uno dei numerosi edifici di Zierikzee (comune di Schouwen-Duiveland, Zelanda) classificati come rijksmonument

| Città                | Nr. di monumenti classificati come "rijksmonument" | Lista                                         |
| -------------------- | -------------------------------------------------- | --------------------------------------------- |
| 1. Amsterdam         | 7385                                               | Lista dei rijksmonumenten di Amsterdam        |
| 2. Maastricht        | 1677                                               | Lista dei rijksmonumenten di Maastricht       |
| 3. Utrecht           | 1402                                               | Lista dei rijksmonumenten di Utrecht          |
| 4. Leida             | 1243                                               | Lista dei rijksmonumenten di Leida            |
| 5. L'Aia             | 1159                                               | Lista dei rijksmonumenten de L'Aia            |
| 6. Haarlem           | 1148                                               | Lista dei rijksmonumenten di Haarlem          |
| 7. Middelburg        | 1144                                               | Lista dei rijksmonumenten di Middelburg       |
| 8. Dordrecht         | 891                                                | Lista dei rijksmonumenten di Dordrecht        |
| 9. Delft             | 700                                                | Lista dei rijksmonumenten di Delft            |
| 10. Groninga         | 644                                                | Lista dei rijksmonumenten di Groninga         |
| 11. Leeuwarden       | 617                                                | Lista dei rijksmonumenten di Leeuwarden       |
| 13. Zierikzee        | 568                                                | Lista dei rijksmonumenten di Zierikzee        |
| 14. Deventer         | 540                                                | Lista dei rijksmonumenten di Deventer         |
| 15. Harlingen        | 517                                                | Lista dei rijksmonumenten di Harlingen        |
| 16. 's-Hertogenbosch | 514                                                | Lista dei rijksmonumenten di 's-Hertogenbosch |
| 17. Kampen           | 509                                                | Lista dei rijksmonumenten di Kampen           |
| 18. Arnhem           | 509                                                | Lista dei rijksmonumenten di Arnhem           |
| 19. Breda            | 501                                                | Lista dei rijksmonumenten di Breda            |
| 20. Rotterdam        | 451                                                | Lista dei rijksmonumenten di Rotterdam        |
| 21. Zwolle           | 444                                                | Lista dei rijksmonumenten di Zwolle           |
| 22. Amersfoort       | 440                                                | Lista dei rijksmonumenten di Amersfoort       |
| 23. Alkmaar          | 399                                                | Lista dei rijksmonumenten di Alkmaar          |
| 24. Zutphen          | 394                                                | Lista dei rijksmonumenten di Zutphen          |